# Винтерпорт (Мејн)
Винтерпорт (енгл. Winterport) насељено је место без административног статуса у америчкој савезној држави Мејн.

## Демографија
По попису из 2010. године број становника је 1.340, што је 33 (2,5%) становника више него 2000. године.
| Група             | 2000.         | 2010.         |
| Белци             | 1.277 (97,7%) | 1.288 (96,1%) |
| Афроамериканци    | 4 (0,3%)      | 10 (0,7%)     |
| Азијати           | 4 (0,3%)      | 11 (0,8%)     |
| Хиспаноамериканци | 6 (0,5%)      | 10 (0,7%)     |
| Укупно            | 1.307         | 1.340         |